# فرودگاه صنعتی هارچنکو
فرودگاه صنعتی هارچنکو (به انگلیسی: Harchenko Industrial Airport) یک فرودگاه خصوصی است که یک باند فرود آسفالت و شن دارد و طول باند آن ۶۹۸ متر است. این فرودگاه در کشور ایالات متحده آمریکا قرار دارد و در ارتفاع ۵۶ متری از سطح دریا واقع شده‌است.